# Rustam Achmetow
Rustam Achmetow (ukrainisch Рустам Ахметов, engl. Transkription Rustam Akhmetov; * 17. Mai 1950 in Schytomyr) ist ein ehemaliger ukrainischer Hochspringer, der für die Sowjetunion startete.
1968 gewann er Bronze bei den Europäischen Juniorenspielen in Leipzig.
Bei den Leichtathletik-Europameisterschaften 1971 in Helsinki holte er Bronze, und bei den Olympischen Spielen 1972 in München wurde er Achter.
1973 kam er bei den Leichtathletik-Halleneuropameisterschaften in Rotterdam auf den 18. Platz.
1971 wurde er mit seiner persönlichen Bestleistung von 2,23 m Sowjetischer Meister.